# Gresius Firmus
Gresius Firmus (sein Praenomen ist nicht bekannt) war ein im 2. Jahrhundert n. Chr. lebender Angehöriger des römischen Ritterstandes (Eques).
Durch ein Militärdiplom ist belegt, dass Firmus 138 Tribun der Cohors I Musulamiorum war, die zu diesem Zeitpunkt in der Provinz Lycia et Pamphylia stationiert war.